# Gildo
Gildo (? - 398) era un general romano afincado en la provincia de Mauritania. Se rebeló contra Honorio y el Imperio Romano de Occidente pero fue derrotado y se suicidó posteriormente. 

## Origen y familia
Gildo era mauro de nacimiento. Era hijo de un oficial llamado Nubel y hermano de Firmo II. 

## Carrera política
Cuando su hermano Firmo se rebeló contra Valentiniano I en 375, Gildo permaneció leal al emperador y colaboró en el aplastamiento de la rebelión, concediéndosele el inmenso patrimonio confiscado de su hermano. 
En 386, Teodosio I lo designa Comes Africae y Magister utriusque militae per Africam, como recompensa por su ayuda a su padre Teodosio el Viejo en la lucha contra la rebelión de Firmo. La provincia de África fue gobernada por Gildo con cierta independencia, y oprimida de manera tiránica. 
Después de la muerte de Teodosio I y la subida al trono de sus hijos, Arcadio y Honorio, Gildo es consciente del aumento de su poder; la provincia de África, de hecho, se había convertido en la principal fuente de grano de Roma, ocupando el papel que había tenido Egipto hasta la fractura del imperio en dos mitades. Incitado por las maquinaciones políticas del eunuco Eutropio, Gildo sopesó seriamente la posibilidad de unir la provincia al imperio romano del este jurando fidelidad a Arcadio. La posibilidad de perder el granero de Roma condujo a la agitación civil en la ciudad, y actuando por indicación de Estilicón, el senado romano declaró a Gildo “enemigo del estado” y comenzó una guerra contra él. 
Al mismo tiempo, Gildo se enfrentó con su hermano Mascezel, que se vio obligado a huir a la corte de Honorio; Gildo se vengó de su hermano matando a sus dos hijos. Mascezel obtuvo de Estilicón la dirección de la guerra contra Gildo confiándosele el mando de un cuerpo elegido de veteranos galos, que habían servido bajo el estandarte de Eugenio, unos 5.000 hombres. Tras desembarcar con sus pocas tropas en la provincia de África, acampa enfrente del campamento mauro. A pesar de su superioridad, tenía unos 70.000 hombres según algunas fuentes históricas, el ejército de Gildo se estrelló ante la superior disciplina del ejército de Mascezel. 
Después de la derrota, Gildo huyó en un pequeño barco, esperando alcanzar la costa del imperio romano del este. Sin embargo, los vientos desfavorables condujeron al barco al puerto de Tabarka, donde estaban impacientes los habitantes por exhibir su nueva lealtad. Para evitar la venganza de su hermano, Gildo se suicidó ahorcándose.